# Necterosoma penicillatum
Necterosoma penicillatum är en skalbaggsart som först beskrevs av Clark 1862.  Necterosoma penicillatum ingår i släktet Necterosoma och familjen dykare. Inga underarter finns listade i Catalogue of Life.